# اداره اصلی اس‌اس
اداره اصلی اس‌اس (آلمانی: SS-Hauptamt) دفتر فرماندهی مرکزی اس‌اس در آلمان نازی تا سال ۱۹۴۰ بود.در اواخر دهه ۱۹۳۰ این دفتر تبدیل به بزرگ‌ترین و قدرتمندترین اداره در اس‌اس شد.

## سازماندهی
این اداره ۱۱ بخش داشت:
- Amt Zentralamt:اداره مرکزی
- Amt Leitender Ärzt beim Chef SS-HA:اداره فرماندهی پزشکی
- Amt Verwaltung:اداره مدیریت
- Amt Ergänzungsamt der Waffen-SS:اداره تقویت‌های وافن اس‌اس
- Amt Erfassungsamt:اداره مصادره
- Amt für Weltanschauliche Erziehung:اداره آموزش ایدئولوژیکی
- Amt für Leibeserziehhung:اداره تربیت بدنی
- Amt für Berufserziehung:اداره آموزش بازرگانی
- Amt Germanische Leitstelle:اداره کنترل آلمانی(ژرمنی)
- Amt Germanische Ergänzung:اداره استخدام آلمانی(ژرمنی)
- Amt Germanische Erziehung:اداره آموزش آلمانی(ژرمنی)

## پس از جنگ
پس از پایان جنگ جهانی دوم، اعضای این اداره به جنایت جنگی و جنایت علیه بشریت متهم شدند.از جمله گوتلوب برگر رئیس این اداره در دادگاه وزیران که پس از جنگ توسط آمریکایی‌ها برگزار شد محاکمه و به جنایت جنگی متهم و به ۲۵ سال زندان محکوم شد.سپس حکم او به ۱۰ سال کاهش یافت و در نهایت پس از شش و نیم سال آزاد شد.وی پس از آزادی به کسب و کار تولید پرداخت و در نهایت در ۱۹۷۵ در خانه خود درگذشت.
فایل‌های این اداره هم‌اکنون به صورت ریزنگاشت در دفتر ملی بایگانی و مدارک آمریکا در کالیج پارک مریلند موجود هستند.اسناد اصلی در آلمان نگه‌داری می‌شوند.